# 榮耀5X
荣耀畅玩5X是华为推出的一款中端Android智能手机，隸屬於华为荣耀 X 系列。它采用了骁龙616处理器以及全铝机身。2015年10月，該手機在中华人民共和国首发，2016年1月在美国和印度上市。